# Kameralamtsstil
Der Kameralamtsstil (auch Finanzkammerstil) bezeichnet einen Typus auf Staatskosten errichteter  Kirchen im Königreich Württemberg, die im 19. Jahrhundert im Sinne eines Musterplans von staatlichen Baubeamten als Kameralbau erstellt wurden. Dieser Baustil hatte seinen Höhepunkt in den 1830er- und 1840er-Jahren. Diese auf ihre Funktionalität bedachten Gebäude wurden unter der Aufsicht der örtlichen Kameralämter errichtet. Der Normplan eines Emporensaals war in seiner Anlage in der Regel symmetrisch, ein rechteckiger Saalbau mit auf beiden Längsseiten angebrachten Emporen und einem Mittelgang. Der Turm lag über dem Haupteingang und die Sakristei befand sich an der gegenüberliegenden Seite.

## Kirchen dieser Bauart sind Arbeiten oder Entwürfe folgender alphabetisch geordneter Personen
- Wilhelm Bäumer
  - 1868–1869: Evangelische Christuskirche in Baiersbronn-Mitteltal[1][2]
- Johann August Bruckmann
  - 1816–1818: Katholische Pfarrkirche St. Afra in Ratshausen[3]
- De Pay, Baurat
  - 1858: Ev. Kirche Schönbronn (Schramberg)
- Ludwig Friedrich Gaab
  - 1833: Kirche für die Pfarrgemeinde Pfrondorf
  - 1833–1834: Evangelische Johanneskirche, An der Kirchstraße 10[4] in Dettenhausen[5]
- Friedrich Bernhard Adam Groß
  - 1828: Martinskirche Oberesslingen
  - 1837–1838: Harthausen (Filderstadt)
  - 1837–1839: Kirche Sulzgries gemeinsam mit Bauinspektor Beckh
  - 1838/39: Evangelische Martinskirche in Steinenbronn
- Johann Adam Groß III
  - 1813: Martinskirche in Öschingen[6]
- Sulpiz Manz
  - 1835: Katholische Kirche in Herlikofen
- Carl Christian Nieffer
  - 1830/31: Karsthans-Kirche in Täbingen
  - 1834–1837: Kirche St. Markus in Binsdorf
- Johann Georg Rupp (1797–1883)
  - 1846–1848: Evangelische Dionysiuskirche in Bodelshausen[7] (Kirchenschiff[8])
- Baurat Abel
  - 1849/50: Mauritiuskirche (Güglingen)
- Hofbaurat Roth
  - 1827: St. Stephanus in Bempflingen
- Unbekannter Architekt
  - Kath. Kirche St. Johann Baptist (Rexingen)[9]